# روتا
شهر روتا (به آلمانی: Rötha) در ایالت زاکسن در کشور آلمان واقع شده‌است.